# 巴爾托什·貝雷申斯基
巴爾托什·貝雷申斯基（波蘭語：Bartosz Bereszyński；1992年7月12日—）是波蘭的一位職業足球運動員。他在場上的位置是後衛。他出生在波茲南，效力過波茲南萊克和華沙萊吉亞等球隊。現效力於意乙球隊森多利亞。他也代表波蘭國家足球隊參加國際賽事。

## 榮譽
波茲南萊克
- 波蘭足球甲級聯賽冠軍 : 2009–10

華沙萊吉亞
- 波蘭足球甲級聯賽冠軍 : 2012–13, 2013–14, 2015–16, 2016–17
- 波蘭盃冠軍 : 2012–13, 2014–15, 2015–16

拿坡里
- 意甲冠軍：2022–23[5]